# Небиеридзе, Вахтанг Кахаберович
Вахтанг Кахаберович Небиеридзе (9 июля, 1999 года, Москва, Россия) — российский футболист грузинского происхождения, защитник.

## Карьера
Воспитанник московского «Строгино». В 2016 году дебютировал за эту команду в ПФЛ. Зимой 2018/19 подписал трехлетний контракт с грузинской командой «Торпедо» Кутаиси. Дебют в местной национальной лиге состоялся 10 мая в игре против тбилисского «Локомотива» (3:1), Небиеридзе вышел на замену на 81-й минуте. 
23 июня 2019 года перед матчем 19-го тура чемпионата Грузии против «Сиони», несмотря на то, что остался на скамейке запасных, вышел в черной майке с изображением карты и флага Грузии, а также надписью на английском языке: «Мы из Грузии. И наша страна оккупирована Россией».

## Сборная
В августе 2017 года Небиеридзе вошел в состав студенческой сборной России на всемирную Универсиаду в тайваньском городе Тайбэй. На турнире провел три матча: на групповой стадии полузащитник сыграл против США (8:0), а в утешительном раунде за 5-8 места он появлялся на поле в поединках против Аргентины (4:0) и Италии (2:5)